# Procès de Belgrade

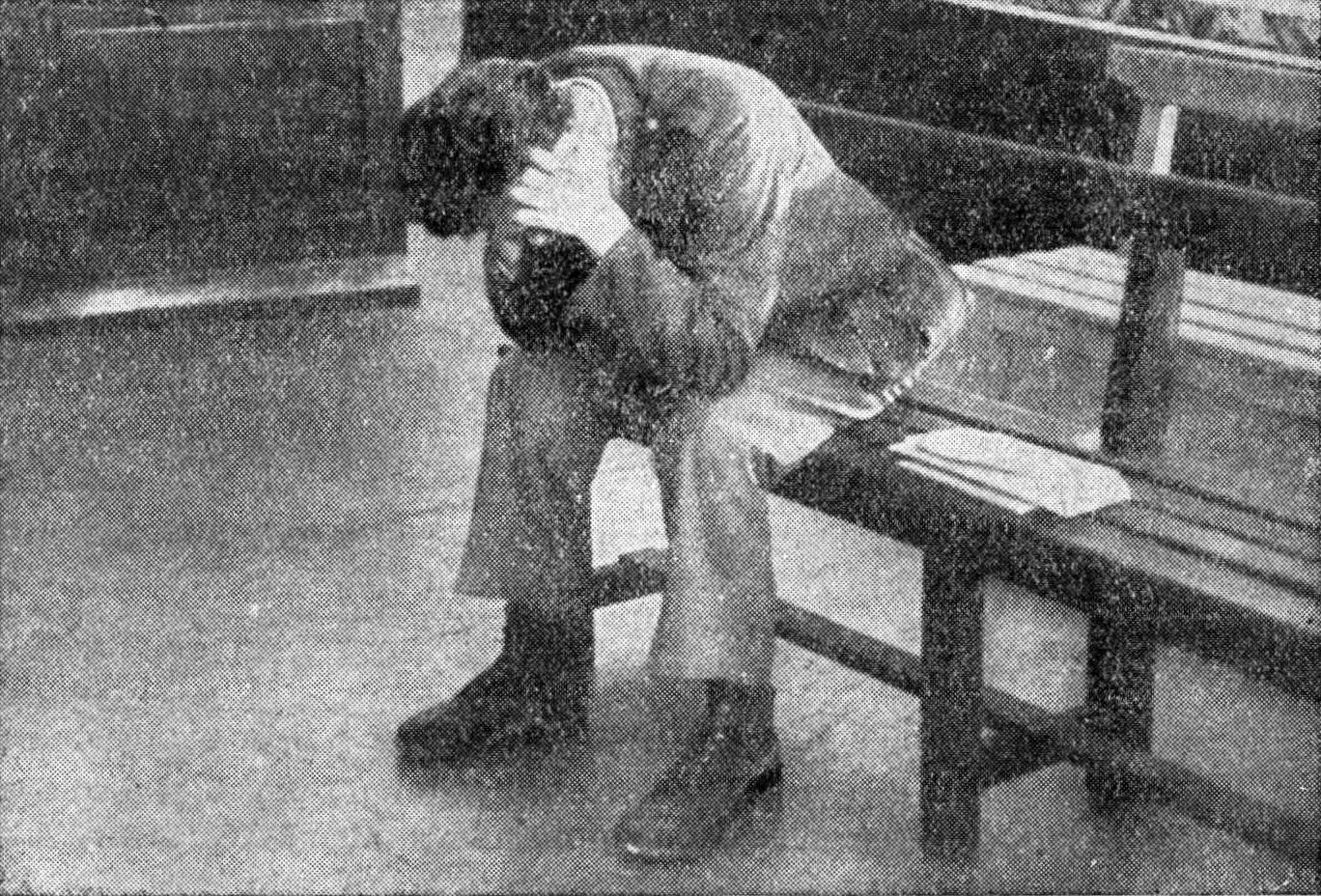
L'accusé Draža Mihailović en 1946. Il fut réhabilité en 2015 et sa condamnation jugée « nulle et non avenue ».

Le procès de Belgrade ou procès de Draža Mihailović et consorts (serbo-croate : Beogradski proces / Београдски процес), est le procès ouvert en 1946 contre Draža Mihailović et d'un certain nombre d'autres collaborateurs éminents condamnés pour haute trahison et crimes de guerre commis pendant la Seconde Guerre mondiale.
Mihailović est jugé en tant que leader du mouvement Tchetnik pendant la Seconde Guerre mondiale. Ses coaccusés sont d'autres personnalités éminentes du mouvement et des membres du gouvernement yougoslave en exil, comme Slobodan Jovanović, ainsi que des membres du ZBOR et du régime de Nedić comme Velibor Jonić (en). En présence d'une soixantaine de journalistes étrangers, le procès s'ouvre le 10 juin 1946 devant le Conseil militaire de la Cour suprême de la république populaire fédérale de Yougoslavie et dura jusqu'au 15 juillet 1946. Le tribunal est situé dans la salle d'été de l'école d'infanterie de Topčider à Belgrade.
En 2015, un tribunal serbe réhabilite Mihailović et annule sa condamnation, jugeant qu'il s'agit d'un procès politique communiste fondamentalement et intrinsèquement injuste,.

## Accusation
Les accusés sont jugés devant un tribunal militaire. Le président du conseil est Mihailo Đordević et les membres Milija Laković et Mihailo Janković, avec Todor Popadić comme secrétaire. Les juges assistants sont Nikola Stanković et Radomir Ilić. Le procureur est Miloš Minić, un haut fonctionnaire du gouvernement ayant participé aux négociations Tito-Mihailović en 1941. Le procureur adjoint est Miloš Jovanović.
Mihailović et d'autres sont jugés principalement pour leurs activités contre les forces alliées, les partisans yougoslaves, pour collaboration avec les Allemands et pour crimes de guerre contre des civils. Mihailović a été inculpé de 47 chefs d'accusation, reconnu coupable de toutes les accusations et condamné à mort.
Les aviateurs alliés secourus par l'accusé en 1944 ne furent pas autorisés à témoigner en sa faveur. Seules deux femmes vinrent témoigner en faveur de Mihailović. Ils auraient été chahutés par le public et, après le procès, soumis à une interdiction professionnelle. Au procès, les témoins ayant comparu : Dušan Simović, Radoslav Đurić, Jovan Škavović, Miša Simović et Milan Grol.

## Inculpés

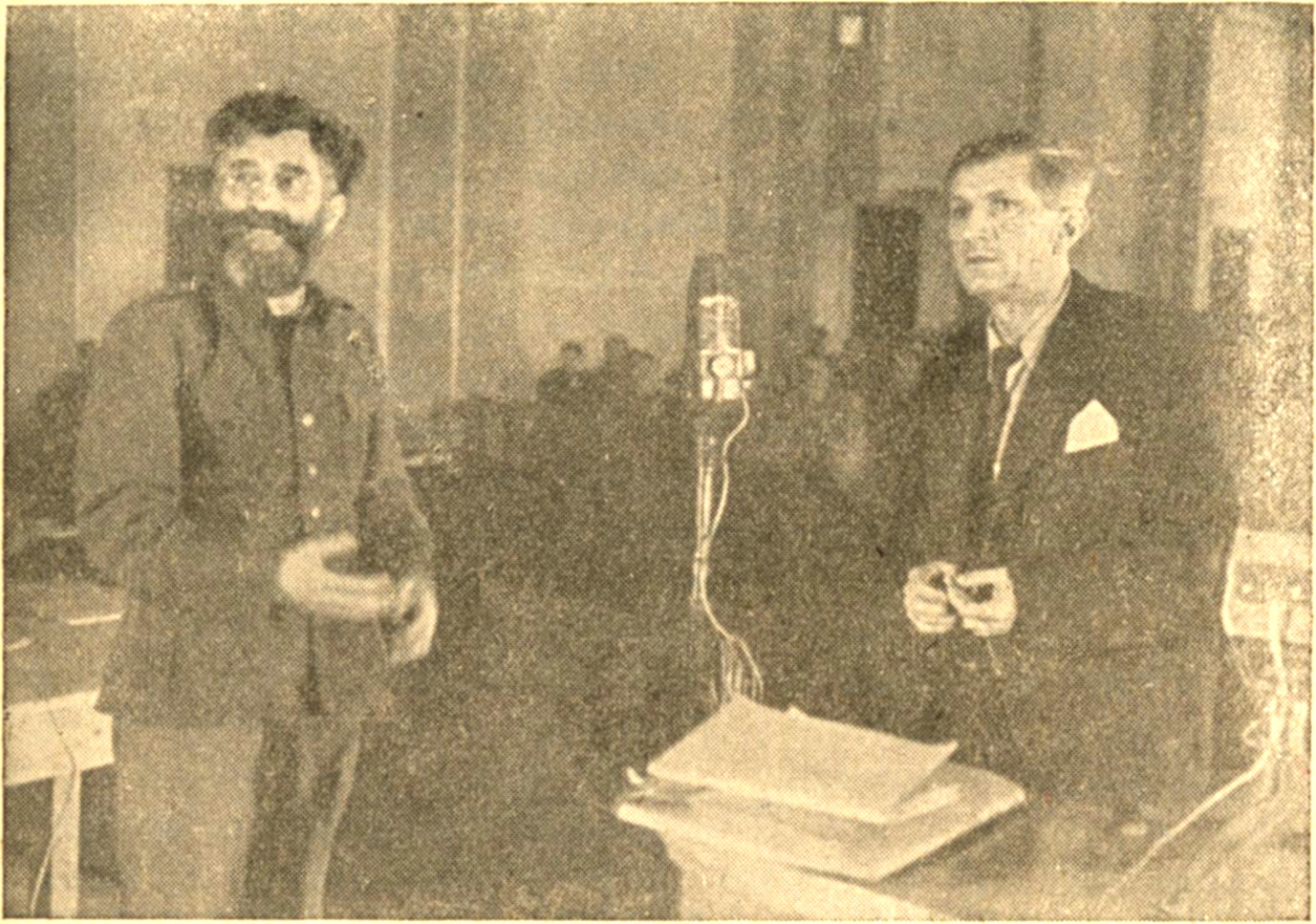
Confrontation de Draža Mihailović et Dragi Jovanović lors de leur procès à Belgrade 1946.

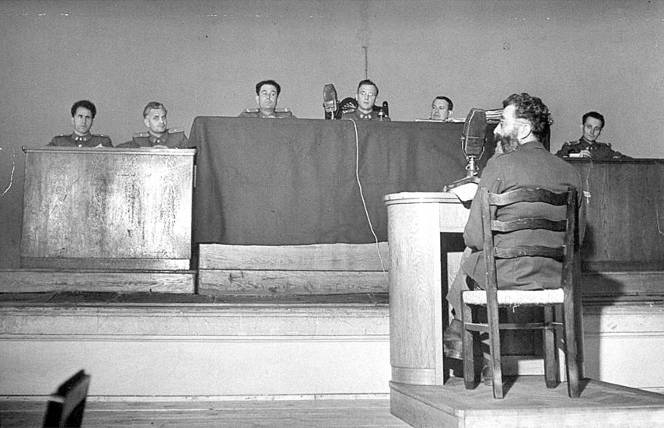
Jugement de Draža Mihailović.

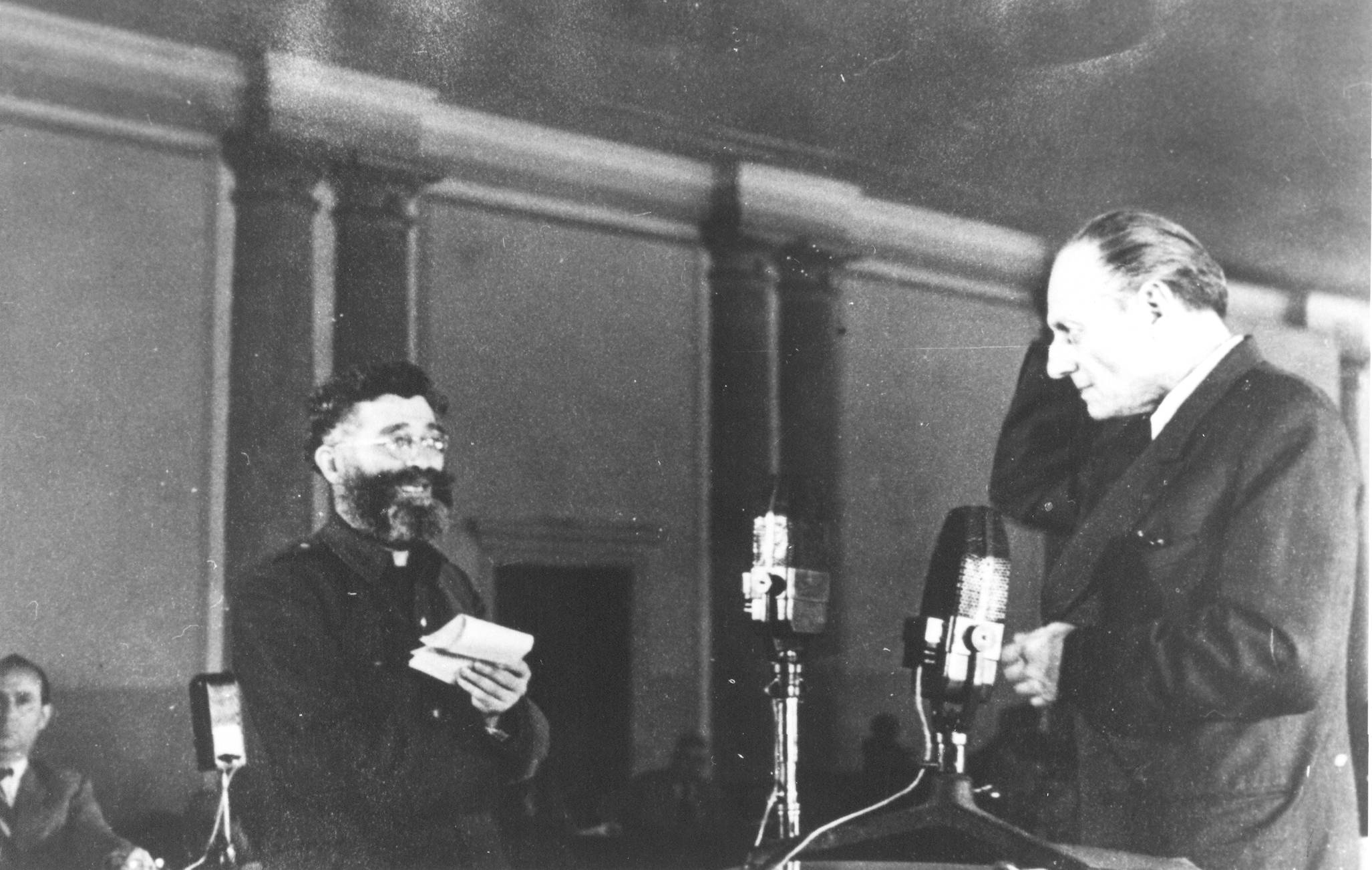
Confrontation de Draža Mihailović et Tanasije Dinić.

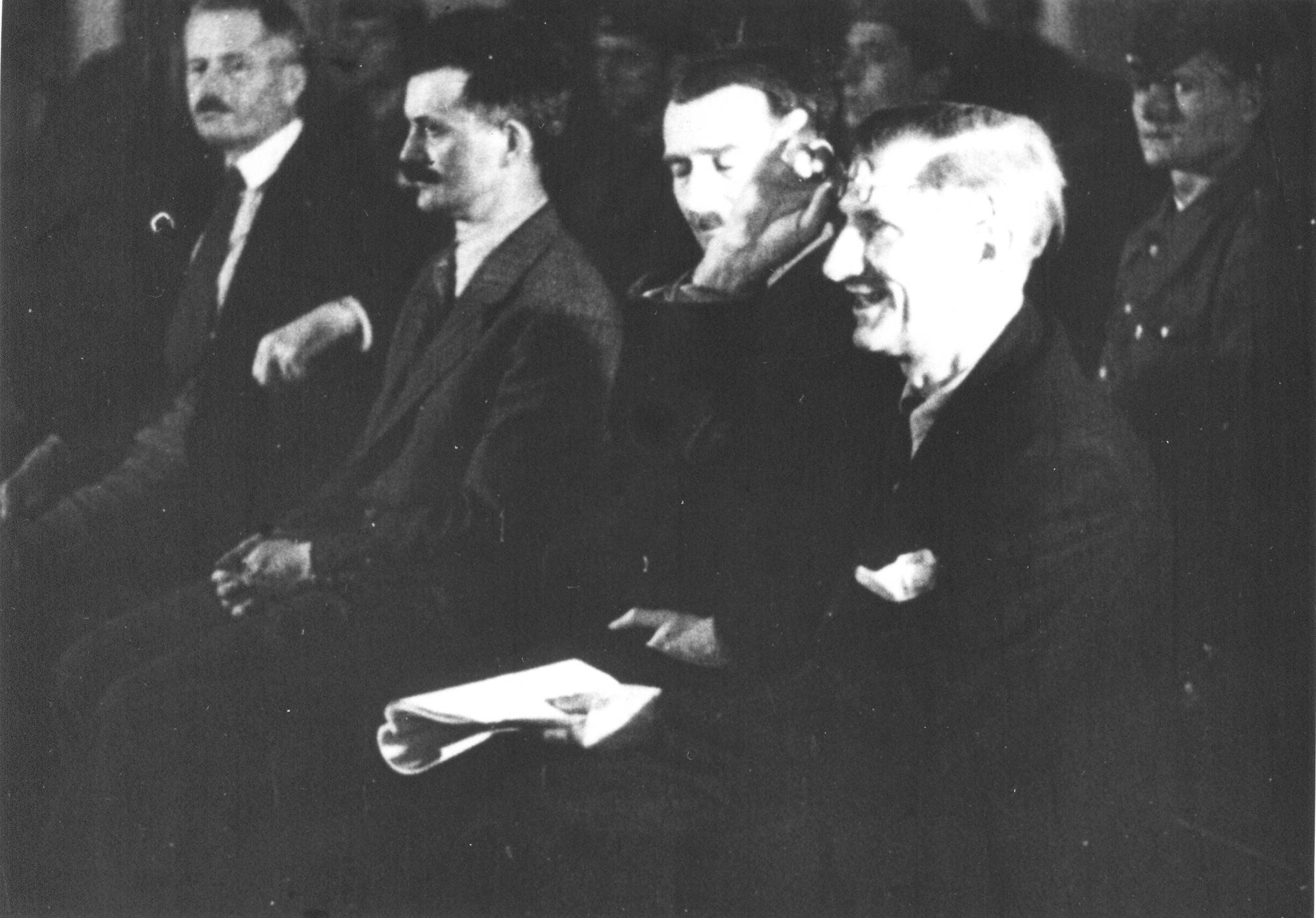
Rade Radić (à l'extrême gauche), Slavoljub Vranješević (à côté de Radić) et Dragi Jovanović (à droite) pendant le procès.

Ci-joint, les accusés, dans l'ordre dans lequel leurs noms ont été lus au procès :
| N° | Inculpé               | Poste | Avocat(s)                           | Sentence                      | Notes                      |
| -- | --------------------- | --- | ----------------------------------- | ----------------------------- | -------------------------- |
| 1  | Draža Mihailović      | Leader du mouvement Tchetniks | Nikola Đonović et Dragić Joksimović | Peine de mort                 | Exécuté le 17 juillet 1946 |
| 2  | Stevan Moljević       | Président du conseil exécutif du Comité national central tchetnik (CNK) |                                     | 20 ans                        | Mort en prison             |
| 3  | Mladen Žujović        | Membre du CNK Commandant des Tchetniks en Dalmatie, en Lika et en Bosnie occidentale (1943-1945) | Nikola Radovanović                  | Peine de mort (par contumace) |                            |
| 4  | Živko Topalović       | Vice-président du directoire de CNK | Nikola Radovanović                  | 20 ans (par contumace)        |                            |
| 5  | Đuro Vilović          | Secrétaire du Directoire du CNK | Milan Omčikus                       | 7 ans                         |                            |
| 6  | Rade Radić            | Membre du CNK Commandant du détachement tchetnik Borja | Lazar Vučetić                       | Peine de mort                 | Exécuté le 17 juillet 1946 |
| 7  | Slavoljub Vranješević | Commandant Tchetnik de la Bosnie occidentale (1943-1945) | Blažo Radović                       | 20 ans                        |                            |
| 8  | Miloš Glišić          | Commandant du détachement Požega et du détachement militaire tchetnik de Sandžak | Blažo Radović                       | Peine de mort                 | Exécuté le 17 juillet 1946 |
| 9  | Slobodan Jovanović    | Premier ministre du gouvernement yougoslave en exil (YGE) (1942-1943) | Miloš Terzić                        | 20 ans (par contumace)        |                            |
| 10 | Božidar Purić         | Premier ministre du YGE (1943-1944) | Pavle Miljaković                    | 16 ans (par contumace)        |                            |
| 11 | Momčilo Ninčić        | Ministre des Affaires étrangères du YGE (1941-1943) | David Alkalaj                       | 8 ans (par contumace)         |                            |
| 12 | Petar Živković        | Ministre sans portefeuille du YGE (1943-1945) | Pavle Miljaković                    | Peine de mort (par contumace) |                            |
| 13 | Radoje Knežević       | Ministre de la Cour Royale du YGE (1941-1943) | Slobodan Subotić                    | 10 ans (par contumace)        |                            |
| 14 | Milan Gavrilović      | Ministre de la Justice, de l'Agriculture, de l'Approvisionnement et de l'Alimentation du YGE | Slobodan Subotić                    | 15 ans (par contumace)        |                            |
| 15 | Živan Knežević        | Officier de liaison militaire entre les Tchetniks et le gouvernement en exil | Dragutin Tasić                      | 20 ans (par contumace)        |                            |
| 16 | Konstantin Fotić      | Ambassadeur aux États-Unis du gouvernement en exil | Dragutin Tasić                      | 20 ans (par contumace)        |                            |
| 17 | Dragomir Jovanović    | Chef de la sécurité de l'État | Slavko Dukanac                      | Peine de mort                 | Exécuté le 17 juillet 1946 |
| 18 | Tanasije Dinić        | Commissaire adjoint de l'Intérieur du gouvernement Commissaire (en) Ministre de l'Intérieur (1942-1943) et Ministre de la Politique sociale et de la santé (1943-1944) du Gouvernement de salut national | Bogoljub Jovanović                  | Peine de mort                 | Exécuté le 17 juillet 1946 |
| 19 | Velibor Jonić         | Commissaire à l'Éducation du gouvernement Commissaire Ministre de l'Éducation du Gouvernement de salut national                                                                                          | Milan Živadinović                   | Peine de mort                 | Exécuté le 17 juillet 1946 |
| 20 | Đura Dokić            | Ministre des Transports du Gouvernement de salut national (1941-1942) | Dragoljub Joksimović                | Peine de mort                 | Exécuté le 17 juillet 1946 |
| 21 | Kosta Mušicki         | Commandant du Corps de volontaires serbes | Đorđe Ćirić                         | Peine de mort                 | Exécuté le 17 juillet 1946 |
| 22 | Boško Pavlović        | Assistant du commandant de la Garde d'État serbe et sous-secrétaire d'État du Gouvernement de salut national                                                                                             | Slobodan Subotić                    | Peine de mort                 | Exécuté le 17 juillet 1946 |
| 23 | Laza Marković         | Signataire de l'« Appel à la nation serbe » | Aleksandar Nikolić                  | 6 ans                         |                            |
| 24 | Kosta Kumanudi        | Signataire de l'« Appel à la nation serbe » | Friedrich Pops                      | 18 mois                       |                            |

Sur les vingt-quatre accusés mentionnés ci-dessus, dix ont été jugés par contumace.

## Verdict

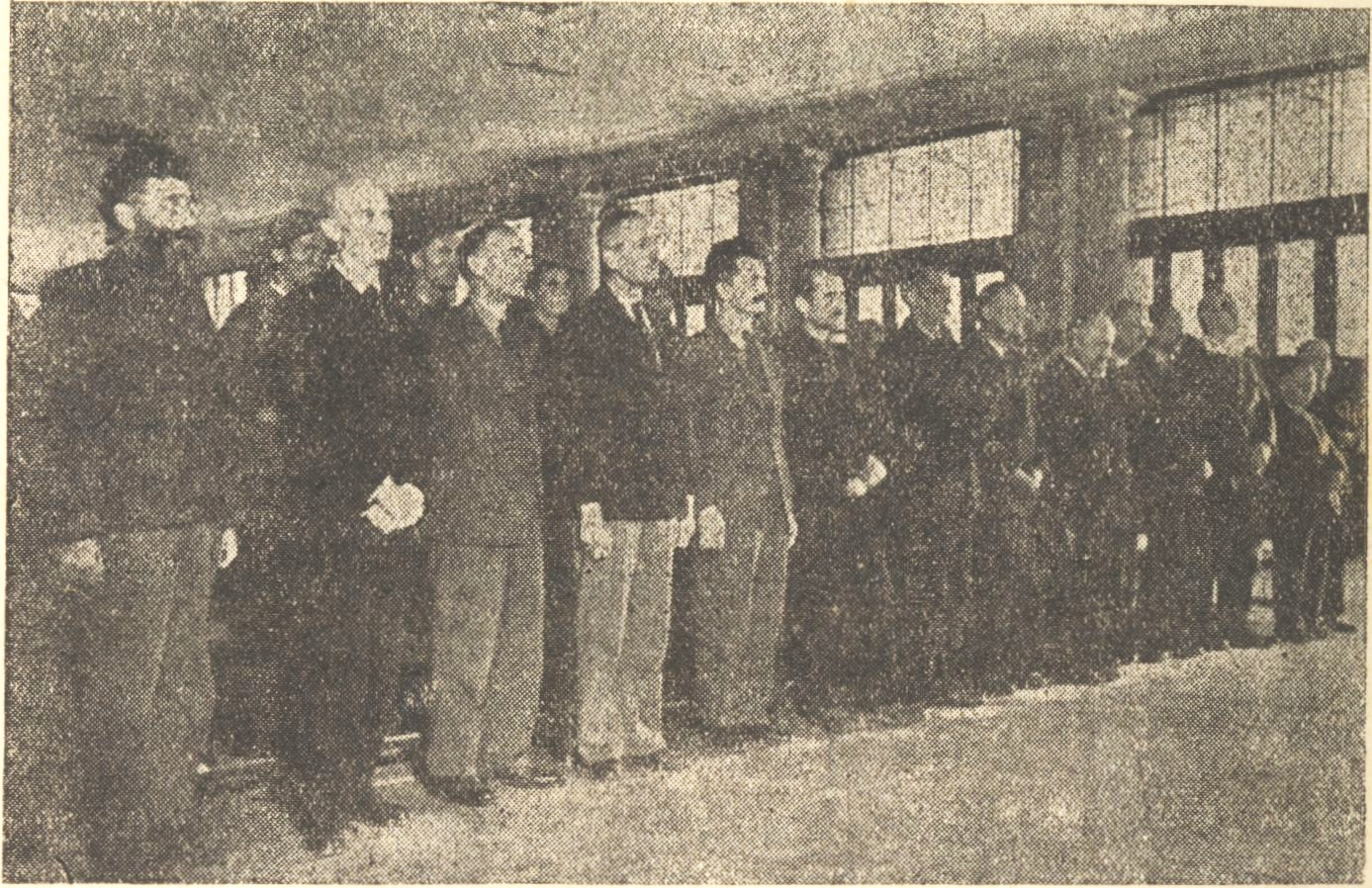
Lecture du verdict sur le processus de Belgrade. De gauche à droite : Mihailović, Moljević, Vilović, Radić, Vranješević, Glišić, Jovanović, Dinić, Jonić, Dokić, Mušicki, Pavlović, Marković et Kumanudi.

Mihailović aurait déclaré, lors de sa dernière déclaration : « Je voulais beaucoup ; j'ai beaucoup commencé ; mais le vent de guerre m'a emporté, moi et mon travail ».
Le verdict est lu le 15 juillet 1946. Mihailović et dix autres personnes sont condamnées à mort par un peloton d'exécution (deux par contumace). Leur appel est rejeté le 16 juillet et les neuf personnes sont exécutées le 17 juillet. Les autres personnes impliquées dans la procédure sont condamnées à des peines allant de 18 mois à 20 ans de prison.

## Réhabilitation
Momčilo Ninčić est officiellement réhabilité en 2006 et Slobodan Jovanović en 2007 par la Serbie. En 2015, un tribunal serbe invalide la condamnation de Mihailović. Selon le tribunal, il s’agit d’un procès-spectacle politique communiste contrôlé par le gouvernement. Mihailović n'aurait pas bénéficié d'un procès équitable selon la conclusion du tribunal ; il fut donc entièrement réhabilité,,.

### Lectures complémentaires
- Marcia Christoff Kurapovna, Shadows on the mountain: the Allies, the Resistance, and the rivalries that doomed WWII Yugoslavia, John Wiley and Sons, 2010 (ISBN 978-0-470-08456-4) chapter 10